# Defter
Defter – dokument podatkowy i katastralny w Imperium Osmańskim. Tureckie słowo defter pochodzi z greckiego διφθέρα i w dzisiejszym języku tureckim oznacza po prostu zeszyt.

## Deftery jako źródło historyczne
Osmańskie deftery rejestrowały podatników, źródła dochodów i podatki na obszarze niemal całego imperium. Najczęściej po zajęciu danego terytorium sporządzano spis powszechny podczas którego rejestrowano majątek i poddanych. Dane zapisywano do deftera (rejestru) i na jego podstawie ustalano wysokość danin i należnych podatków. Dzięki niemu zgodnie z prawem i zwyczajami panującymi w Imperium Osmańskim obdarowani lennami (sułtan, dostojnicy wojskowi, funkcjonariusze urzędów państwowych) mogli osiągać zyski.
W Archiwum Państwowym w Poznaniu jest przechowywany defter nadań lenn wojskowych (timarów) na Podolu sporządzony w 1682 roku i używany do 1697 roku. Zawarte w nim dane o podziale administracyjnym tureckiego Podola można skonfrontować z zachowanym w Stambule szczegółowym opisem (defter–i mufassal) tej prowincji.

## Wygląd
Nazywane defterami księgi rachunkowe i rejestry mogły mieć różne rozmiary. Od niewielkich zawierających złożona na pół kartkę papieru po oprawną w skórę grubą księgę, liczącą setki stron. Typowy defter jest długi i wąski, choć zdarzają się też inne kształty. 